# Ignace Schabaver
François Ignace Schabaver, né le 14 mars 1834 à Saverne (Bas-Rhin) et mort le 1er août 1911 à Castres, ingénieur de l'École nationale supérieure d'arts et métiers de Châlons-sur-Marne promotion 1850, inventeur au XIXe siècle de pompes centrifuges à eau. Il fonda une usine toujours en activité qui perpétue le savoir-faire et la qualité des pompes d'origine. Spécialisé dans le transport de liquide chargé depuis 1960, la marque Schabaver est un acteur prépondérant du secteur minier, gravier, sablier et de la construction et fait depuis 1999 partie du groupe Weir Minerals. Son usine est toujours comme à l'origine à Castres dans le Tarn (Zone de Mélou)
En novembre 2014 Weir Minerals annonce le projet de fermeture de cette usine. En résulterait la suppression des 50 emplois. "c'est une décision injuste et incompréhensible" pour les salariés. En effet, Weir Minerals France a toujours dégagé des bénéfices (environ 10% en 2013). À partir de cette date, les salariés de Weir Minerals vont lutter pour sauvegarder leurs emplois, et leur usine Schabaver. Leur mouvement est repris par les médias (quelques publications ci-dessous), et il est largement soutenu par la population castraise et alentours : car un savoir faire exceptionnel quitterait la région pour alimenter une usine du groupe à l'étranger. 
En Juillet 2015 les salariés n'ont pas baissé les bras et croient encore à une solution industrielle fiable, face au groupe Weir qui refuse toutes propositions de reprise. Refus systématiques de toutes solutions et propositions, même les plus sérieuses qui permettraient pourtant de sauver plus de la moitié des emplois. 
L'usine Schabaver de Castres est définitivement fermée depuis septembre 2015. Malgré une lutte de plus d'un an, contre le groupe Weir, les plans, et les machines ont été transférés à l'usine de Todmorden en Angleterre,  et la totalité des employés de Castres ont été licenciés. 
Depuis 2014 une rue de la ville de Castres porte le nom d'Ignace Schabaver. 
François Ignace SCHABAVER repose dans le cimetière du Rialet, dans le Tarn.

## Publication
- Ignace Schabaver, « Pompe centrifuge Schabaver, à gros rendements, pour les élévations d'eau à grande hauteur », Revue industrielle, janvier 1897
- photo de Monsieur Schabaver (1834-1911)  https://s-media-cache-ak0.pinimg.com/originals/2a/b5/4c/2ab54cb307a6b7c93a08381b8dbf4231.jpg
- L'usine Schabaver Weir Minerals  en 2012  une usine "bien dans ses pompes"   http://www.castres-mazamet-technopole.fr/files/Revue-de-presse-2011/2012/Juin/Weir_Minerals_bien_dans_ses_pompes_21-06-20121.pdf
- Jean-Marc Guilbert, « L'usine Schabaver menacée de fermeture », La Dépêche,‎ 7 novembre 2014 (lire en ligne, consulté le 31 décembre 2023)
- Fabrice Valery, « Les salariés tarnais de Weir-Minerals plaident leur cause à Glasgow au siège de l'entreprise », sur francetvinfo.fr, 10 mars 2015 (consulté le 31 décembre 2023)
- Laurence Boffet, « A Castres, les salariés de Weir Minerals veulent reprendre leur usine », sur francetvinfo.fr, 13 décembre 2014 (consulté le 5 février 2024)
- « Castres : Weir Minerals France ne donne pas suite à l'offre de reprise d'Ausim », sur francetvinfo.fr, 5 juin 2015 (consulté le 5 février 2024)
- VH / AFP, « Castres : les salariés de Weir Minerals durcissent le ton », sur francetvinfo.fr, 4 juin 2015 (consulté le 31 décembre 2023)
- Véronique Haudebourg, « Weir Minerals à Castres : "un gros gâchis" pour les salariés », sur francetvinfo.fr, 9 juillet 2015 (consulté le 31 décembre 2023)
- https://france3-regions.francetvinfo.fr/midi-pyrenees/tarn/castres-les-salaries-de-weir-minerals-ne-croient-plus-une-reprise-775435.html
- Michel Pech, « Castres : la dernière machine quitte les locaux de Weir Minéral », sur francetvinfo.fr, 2 septembre 2015 (consulté le 31 décembre 2023)